# Темний стиль
Темний стиль, або закритий стиль (окс.trobar clus) — один з стилістичних напрямків поезії трубадурів. Твори, створені в «темному стилі» були зрозумілі лише невеликому колу найбільш вимогливих, «втаємничених» слухачів. Творцем цього напряму вважається Маркабрюн, що поєднував важку манеру письма з особливим складом думок, його послідовниками були трубадури Алегрет, Маркоа, Гаваудан. Єдиною жінкою-поетесою, яка писала в манері trobar clus була Ломбарда (розквіт творчої діяльності біля 1216). До 1200 року через свою складність «темна» манера практично зникла. В кінці XII століття народилася нова манера — «вишуканий стиль» (trobar prim, trobar ric), — що увібрала в себе все краще від «легкої» і «темної». Першим, хто почав розробляти нову манеру вираження, став Пейре Овернський.